# Lawrence Brock

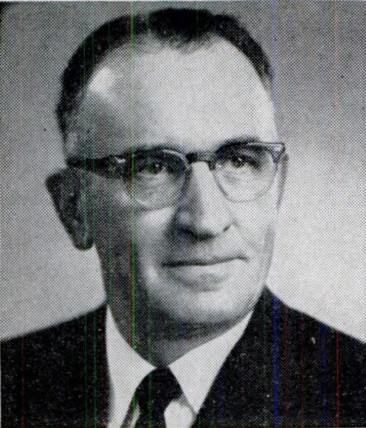
Lawrence Brock (1959)

Lawrence Brock (* 16. August 1906 bei Columbus, Nebraska; † 28. August 1968 in Zion, Illinois) war ein US-amerikanischer Politiker. Zwischen 1959 und 1961 vertrat er den dritten Wahlbezirk des Bundesstaates Nebraska im US-Repräsentantenhaus.

## Werdegang
Lawrence Brock besuchte die Leigh High School und danach die University of Nebraska, an der er bis 1929 Pharmazie studierte. Nach seinem Studium arbeitete er als Apotheker in Madison. Außerdem war er Viehzüchter und Farmer. Brock wurde Mitglied einiger Viehzüchtervereinigungen und der Vereinigung, die sich mit der Elektrifizierung der ländlichen Gebiete im Nordosten Nebraskas befasste. Er war außerdem Mitglied eines Beraterteams des Autobahnausschusses.
Politisch wurde er Mitglied der Demokratischen Partei, deren Democratic National Convention er im Jahr 1956 als Delegierter besuchte. 1958 wurde Brock im dritten Distrikt von Nebraska in das US-Repräsentantenhaus gewählt, wo er am 3. Januar 1958 die Nachfolge des ihm zuvor unterlegenen Republikaners Robert Dinsmore Harrison antrat. Nachdem er bei den folgenden Wahlen des Jahres 1960 nicht wiedergewählt worden war, konnte Brock bis zum 3. Januar 1961 nur eine Legislaturperiode im Kongress absolvieren. Nach dem Ende seiner Zeit im Kongress war er bei der Farmers Home Administration in Washington angestellt.